# Rio Almorode
O Rio Almorode é uma ribeira portuguesa, atravessando em todo o seu percurso o concelho da Maia. Também denominado como ribeira de Avioso ou ribeira do Arquinho.
Com uma extensão de 11 km, nasce na antiga freguesia de São Pedro de Avioso (Castêlo da Maia) e tem a sua foz no Rio Leça, na freguesia de Milheirós, atravessando o concelho da Maia de norte para sul.
A paisagem das margens desta ribeira é variada. A norte dominam os campos agrícolas, e a sul a paisagem urbana. Ao longo do percurso também é possível encontrar moinhos e lavadouros.
Após a década de 60 do século XX, o rio sofreu com poluição das indústrias envolventes e crescente urbanização. Nas últimas décadas tem havido uma recuperação do ecossistema.
Este curso de água está na origem do nome da antiga freguesia de Barca.
O Almorode é o principal afluente do Rio Leça, sendo a principal e maior linha de água a nascer no concelho da Maia.
1. ↑  http://rios.amp.pt/sitios-amp/static/public/rios/SistemasEstruturantes-LECA.pdf